# Trefusia schiemeri
Trefusia schiemeri is een rondwormensoort uit de familie van de Trefusiidae. De wetenschappelijke naam van de soort is voor het eerst geldig gepubliceerd in 1977 door Ott.